# Ernst-Dieter Suttheimer
Ernst-Dieter Suttheimer (* 19. Oktober 1941 in Lorsch) ist ein deutscher Opernsänger (Tenor).

## Leben
Suttheimer studierte bis 1963 an der Hochschule für Musik in Darmstadt, bevor er im selben Jahr als Deutschlands jüngster Tenor an das Oldenburgische Staatstheater kam. In der Zeit von 1977 bis 1990 hatte er Engagements am Opernhaus  Graz, seitdem ist er Mitglied im Ensemble der Volksoper in Wien. Seit 1984 lehrt Suttheimer als Professor an der Universität für Musik und darstellende Kunst Graz. Von 1991 bis 2002 war er darüber hinaus an der Wiener Staatsoper tätig.  Er führt den Ehrentitel Kammersänger.
Zu den von Suttheimer gespielten Rollen gehören: 
- Robespierre in Dantons Tod
- Nika Magadoff in The Consul
- Sebas in Der König Kandaules
- Phantom der Oper in Das Phantom der Oper